# Morne Brabant
Le Morne Brabant es una península en el extremo sudoeste de Isla Mauricio y el lado más a barlovento de la isla.
Lo más destacado de la península es un gran afloramiento de roca basáltica con una cumbre de 556 metros sobre el nivel del mar considerada una de las vistas más imponentes en Isla Mauricio. La cumbre cubre un área de más de 12 hectáreas. En su fachada existen numerosas cuevas y está rodeada de una laguna.
En esta zona se encuentra una de las tres reservas de la Hibiscus fragilis, una de las plantas más raras del mundo. Otra planta extraña que crece solamente en los lados de la montaña es la Trochetia boutoniana.
Esta colina fue famosa durante el siglo XIX pues los esclavos fugitivos la usaron como refugio. Tras la abolición de la esclavitud en la isla, una expedición de la policía viajó a la roca el 1 de febrero de 1835 para comunicar a los esclavos que eran gente libre. Sin embargo, los esclavos no comprendieron lo que les decían y se precipitaron al vacío suicidándose.[cita requerida] Desde entonces, este día es celebrado por los criollos mauricios como conmemoración anual de la abolición de la esclavitud.
La península de Le Morne se beneficia de un microclima.
En 2003 se proclamó su candidatura para la lista del Patrimonio de la Humanidad. En 2008 el proceso de nominación finalizó incluyéndose el lugar en la lista.